# Agoniates halecinus
Agoniates halecinus es una especie de pez de la familia Triportheidae en el orden de los Characiformes.

## Morfología
Los machos pueden llegar alcanzar los 21,5 cm de longitud total.

## Hábitat
Vive en zonas de clima tropical.

## Distribución geográfica
Se encuentran en Sudamérica:  cuencas de los ríos Esequibo,  Branco, Araguari, capilar,  Tocantins,  Xingu,  Tapajós, Trombetas,  Negro, Casiquiare y Tefé.